# Heinrich Kramer (Politiker)
Heinrich Kramer (auch Harry) (* 15. Januar 1856 in Alraft; † 2. Februar 1934 in Arolsen) war ein deutscher Schriftsteller und Politiker (SPD).
Kramer war der Sohn des Schullehrers Karl Kramer (1829–1893) und dessen Ehefrau Katharine, geborene Orth (1831–1890). Er heiratete am 20. Juni 1890 in Arolsen Wilhelmine Siebert (1865–1943). Kramer war Schriftsteller in Arolsen. Er gab ab 1885 die Waldeckische Rundschau heraus, die als SPD-nah galt. Nach der Novemberrevolution wurde er 1919 für die SPD in die Verfassungsgebende Waldeck-Pyrmonter Landesvertretung und 1922 in die Waldecker Landesvertretung gewählt. Im Dezember 1925 schied er aus dem Parlament aus und Joseph Arend rückte für ihn nach. 1919 bis 1921 war er Vizepräsident des Landtags, 1921 bis 1922 Präsident.